# Abrams P-1 Explorer
Die Abrams P-1 Explorer war ein von Talbert Abrams (Abrams Air Craft) entwickeltes einmotoriges Flugzeug, das speziell für die Luftbildfotografie und Photogrammetrie vorgesehen war und im November 1937 seinen Jungfernflug hatte. Es war das erste speziell für diesen Zweck entwickelte Flugzeug der Welt.
Der Ganzmetall-Eindecker hat einen Druckpropeller und doppelte Leitwerksträger. Der Flugzeugbug war mit Plexiglas der Firma Rohm and Haas verkleidet. Die Maschine verfügte über ein starres Fahrwerk mit Bugrad.
Nach dem Ausbruch des Zweiten Weltkriegs wurde die Entwicklung dieses Typs abgebrochen, da das Militär die relativ langsame P-1 als zu verwundbar ansah. Der letzte Flug fand 1948 statt. Die einzige gebaute Maschine befindet sich im Besitz des National Air and Space Museums.

## Technische Daten

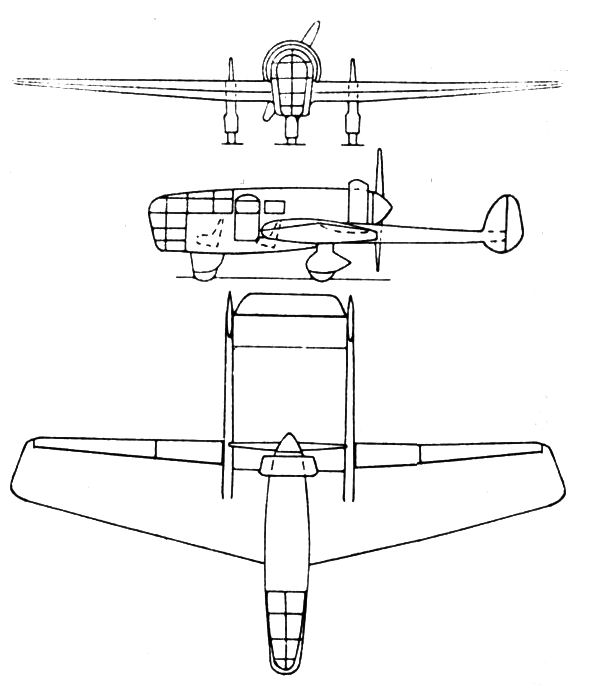
Dreiseitenansicht Abrams P-1 Explorer

| Kenngröße                   | Daten                                                |
| --------------------------- | ---------------------------------------------------- |
| Besatzung                   | 1                                                    |
| Passagiere                  | 1                                                    |
| Länge                       | 8,3 m                                                |
| Spannweite                  | 11,7 m                                               |
| Höhe                        | 1,9 m                                                |
| Flügelfläche                | 18,58 m²                                             |
| Flügelstreckung             | 7,4                                                  |
| Leermasse                   | 1067 kg                                              |
| max. Startmasse             | 1545 kg                                              |
| Anfangssteiggeschwindigkeit | 7,1 m/s                                              |
| Höchstgeschwindigkeit       | 282 km/h (in ca. 3000 m)                             |
| Dienstgipfelhöhe            | 6100 m                                               |
| Reichweite                  | 1931 km                                              |
| Triebwerk                   | ein luftgekühlter 9-Zylinder-Sternmotor Wright R-975 |
| Leistung                    | 272 kW (365 PS)                                      |